# Abelstoksluis
De Abelstoksluis is een schutsluis naast het gemaal Abelstok.
Vanwege de bodemdaling moest bij Mensingeweer in de Hoornsevaart een gemaal worden gebouwd. Ten behoeve van pleziervaart werd daarnaast, in een speciaal daarvoor aangelegd kanaaltje (Schutkanaal-Abelstok) een schutsluis, met zelfbediening aangelegd.